# Susanna Mewe
Susanna Mewe (* 1981 in Greven) ist eine deutsche Schriftstellerin und Drehbuchautorin.

## Leben
Susanna Mewe studierte Anglistik, Germanistik und Theaterwissenschaft in Hamburg und Berlin sowie Literarisches Schreiben am Deutschen Literaturinstitut Leipzig. 2003 nahm sie an der Autorenwerkstatt des Wiener Burgtheaters und 2004 am szenischen Workshop der Berliner Festspiele teil. 2006 wurde ihr Theaterstück Leas Tag, das vom Verlag Kurt Desch verlegt wurde, bei den Ruhrfestspielen Recklinghausen und am Staatstheater Mainz aufgeführt. Von 2006 bis 2008 absolvierte sie den Masterstudiengang Film an der Hamburg Media School. 2012 fand in Chemnitz die Uraufführung des Stücks Handgriffe der Evakuierung statt.
Susanna Mewe lebt und arbeitet als freie Autorin in Berlin. Sie schreibt Theaterstücke, Drehbücher, Prosa und übersetzt aus dem Englischen.

## Werke
Theaterstücke
- 2004: Morgenstern/Abendstern
- 2006: Leas Tag
- 2009: Auf Eis
- 2010: Splitternacht
- 2011: Die Handgriffe der Evakuierung
- 2017: In einem Wald so finster. Co-Autorin: Julia Kandzora

Hörspiele
- 2017: Kein Fenster, eine Tür. SWR. Co-Autorin: Julia Kandzora
- 2018: Was machen die Pflanzen? SWR. Co-Autorin: Julia Kandzora
- 2020: Tinder is the Night. SWR
- 2024: Keiner Weiß. Deutschlandfunk Kultur

Hörserien
- 2019: Jordsand. Audible. Co-Autorin: Carola M. Lowitz
- 2022: Harper Green. Audible. Co-Autorin: Carola M. Lowitz

Drehbücher
- 2007: Narzissen. Kurzfilm
- 2008: Abschiedslied. Kurzfilm
- 2009: Roentgen. Kurzfilm
- 2011: So Einfach Kompliziert. Kinderkurzfilm (Co-Autorin Carola M. Lowitz)

Übersetzungen
- 2011: mit Norbert Lange: Kevin Prufer Wir wollten Amerika finden. Luxbooks, Wiesbaden 2011, ISBN 978-3-939557-46-3.

Romane
- 2016: Als meine Schwestern das Blaue vom Himmel holten. Aufbau, Berlin 2016, ISBN 978-3-7466-3219-3
- 2017: Als Clara Dorn ein bisschen heilig wurde. dtv, München 2017, ISBN 978-3-423-26125-8.
- 2019: Das Jenseits kann mich mal. dtv, München 2019, ISBN 978-3-423-26207-1
- 2023: Harper Green. Be Brave. Be Angry. Be the Storm. Co-Autorin: Carola M. Lowitz, ISBN 978-3-401-60651-4

## Auszeichnungen
- 2009: Münchner Förderpreis für deutschsprachige Dramatik[2]
- 2011: Alfred-Döblin Stipendium der Akademie der Künste
- 2011: Publikumspreis des Literaturwettbewerbs Prosanova[3]
- 2011: Gewinnerin des Retzhofer Dramapreises[4]
- 2016: 9. Literaturpreis Wartholz[5]
- 2019: Stipendium der Stiftung Künstlerdorf Schöppingen
- 2019: Hörspielstipendium der Filmstiftung NRW